# Ołeksandr Położynski
Ołeksandr Jewhenowycz Położynski (ukr. Олександр Євгенович Положинський, ur. 28 maja 1972 w Łucku) – ukraiński piosenkarz, lider zespołu Tartak.
Ukończył ekonomię na Łuckim Narodowym Uniwersytecie Technicznym. Karierę muzyczną rozpoczął w 1996, występując z nowo założonym zespołem „Tartak” na festiwalu „Czerwona Ruta”. Obecnie mieszka i pracuje w Kijowie.